# ゴリアドの虐殺
ゴリアドの虐殺（ゴリアドのぎゃくさつ）は、テキサス革命の一部としてメキシコのコアウイラ・イ・テハス州で1836年に発生した一連の戦闘の結果として引き起こされた。メキシコ軍の部隊はいくつかの衝突でテキサス軍を打ち負かし、最終的には多くの戦争捕虜を虐殺した。当時始まったばかりのテキサス共和国には、恐怖とともに、激しい憤りとメキシコへの敵意が広まった。

## 背景
1835年までに、ほとんどがアメリカ南部から来た数千のアメリカ人が、メキシコ領テキサスへと移住していた。メキシコ国内の政治的な変化によって、政府の政策は彼らにとってより抑圧的なものとなり、テキサスに住む多くの入植者は、自分たちの独立した国を作るため、メキシコに対して反乱を起こすことに決めた。こうして彼ら「テクシャン」達は、サンアントニオのアラモ砦や、ゴリアド（Goliad, Texas）の町のプレシディオ・ラバイアなど、主要な町や砦を占領し始めた。

## テクシャン
ゴリアドでは、ジェームス・ファニン大佐が、500名近い訓練された兵士と民兵のテクシャン軍を指揮していた。ファニンは、砦があったためにゴリアドを彼の部隊が防備する主な場所に選び、そこから戦うことは、なにもなしに戦うより簡単だと信じていた。ファニンはまた、ゴリアドを占領することで、メキシコ湾から物資を供給するメキシコ軍司令官のアントニオ・ロペス・デ・サンタ・アナを防止できると信じていた。しかし、ファニンはアラモ砦のウィリアム・トラヴィス大佐を支援するために呼ばれた。1836年2月26日、彼はサンアントニオへの行軍を試みたが、砲台と武器の運搬が不可能であったためにサンアントニオ川（San Antonio River）へ引き返した。その間、ホセ・デ・ウレア将軍率いるメキシコ軍部隊は素早くゴリアドに到着し、2月27日のサンパトリシオの戦い、3月2日のアグア・ドゥルセの戦い、3月12日のレフュジオの戦いで立て続けに3つのテキサス軍を打ち負かした。

## レフュジオの戦い
ファニンは3月11日、ウレアの軍隊の進路から数名の非武装の家族を退去させるため、レフュジオ（Refugio, Texas）の伝道所にエイモン・バトラー・キング大尉を派遣した。3月13日、キングはメキシコ軍の分子 に包囲されてファニンに助けを求め、ファニンは援軍にウィリアム・ワード（William Ward）中佐とジョージア大隊を送った。一方ウレアは、彼らの出現を知って、レフュジオに300名のメキシコ軍部隊の遊撃隊を行進させ、テキサス軍に追いつかせようとした。3月14日、キング大尉が独自の脱走計画で彼の部隊を率いていた時、両軍は衝突し、暗くなるまで戦った。彼らはすぐに追いつかれ、軍需品の欠乏により降伏した。ひとりを除くキング大尉と全員は迅速に処刑された。
ジョージア大隊はビクトリアへ脱出しようと試み、そこで彼らはファニンの指揮下に合流できることを期待した。数日間沿岸の草原地帯をさまよった後、ジョージア大隊はビクトリアに着き、結局そこがメキシコ軍のものになっていることを知った。軍需品と物資も欠乏し、救援の望みもなく、ワードの兵士の大多数はよりよい条件の下での降伏に賛成した。彼らは続くコレトの戦いですでに降伏していたファニン大佐と彼の部隊を意識したに過ぎなかった。彼らはゴリアドに戻され、ファニンの部隊の残りと同じ運命に直面することになる。

## ファニンの撤退とコレトの戦い
1836年3月11日、ファニンはゴリアドを断念してビクトリア近くのグアダルーペ川へ撤退するよう、サミュエル・ヒューストン将軍の命令を受けた。しかし、彼はほとんどの荷馬車と馬をワードとともにレフュジオへ送っており、ひとつの騎馬兵もなかった。彼はワードに特使を派遣したが、彼ら全員がウレアの騎馬隊に阻止された。ファニンはビクトリアへの撤退を望んだが、数日間ためらった。その間、ウレアはゴリアドを包囲し孤立化させるべく騎馬隊を派遣した。彼はいくつかのメキシコ軍歩兵とも合流し、当地のメキシコ軍部隊の総兵力は1,500名になっていた。

## コレト・クリーク
3月18日、ウレアの先遣偵察隊はゴリアドを視察していた。3月19日の朝直前に、ファニンは最終的にゴリアドから撤退を開始した。大砲と500丁の予備の銃以外は、ファニンは装備を軽くしようとして余分な物資を埋めた。3月19日、メキシコ軍が開けた草原地帯で交戦した時、テキサス軍は砦から6マイル (10 km)しか行軍していなかった。コレト・クリークの樹木の陰に逃れるには1マイル (1.6 km)もなかった。その午後, ウレアの騎馬隊はコレト近辺の開けた草原地帯でテクシャンたちを取り囲んだ。数時間の戦闘の後、メキシコ軍の犠牲者は200名にのぼり、テキサス軍はおよそ9名が死亡し60名が負傷した。戦闘はその夜になって中止された。100名以上の兵士と3基以上の砲兵をウレアが受けたと見たファニンは、降伏条件に同意した。

## 虐殺
テキサス軍はゴリアドに戻され、捕虜として捕らえられた。彼らのすべては数週間足らずで解放されると信じていた。捕虜たちに起こりそうな宿命を知り、ウレア将軍はゴリアドを出発し、ホセ・ニコラス・デ・ラ・ポルティリャ大佐に指揮を任せ、のちにサンタ・アナに対してテクシャンたちへの寛大な措置を要請する手紙を書いた。ウレア自身の日記に、「私の個人的な責任で妥協することなく、これらの命令をできるだけ避けたかった」と書いている。
1836年3月26日午後7時、ポルティリャは捕虜たちを処刑せよというサンタ・アナからの命令を受け取った。1836年3月27日午前8時ごろ、ポルティリャ大佐は342名のテクシャンを、デファイアンス砦からベイア・ロード、サンパトリシオ・ロード、ビクトリア・ロードに３つの縦隊で並ばせた。縦隊が選んだ場所まで来ると、メキシコ軍兵士は捕虜の片側に二つの列を組んだ。無防備で非武装のテクシャンは、そこで砦から数百ヤードほどの至近距離から撃たれた。テクシャンらはバタバタと倒れた。最初の一斉射撃から生き残った者はメキシコ軍騎馬隊になぎ倒された。コレトの戦いで負傷していたファニンの兵士は、寝ながらにして撃たれるか銃剣で突かれた。ファニン大佐は、兵士らが虐殺されるのを見た後に、最後に処刑された。彼らの遺体は積み上げられて焼かれた。この時、死んだ振りをしたか他の事情でなんとか脱出できたテクシャンは28名いた。3名の生存者はヒューストンの軍に逃げてサンジャシントの戦いに参加したことが知られている。
サンタ・アナによる捕虜虐殺の命令は、現場指揮官にとっては不本意なものであり、口実を設けて救えるだけ救ったとも言われる。いずれにせよゴリアドの虐殺の暴挙は、アラモ守備隊殲滅の件と相俟って、メキシコ軍は残虐であるとの印象をアメリカに与えた。
ゴリアドの虐殺の説明で登場する、メキシコ人女性のフランシタ・アラベス(しばしば別の名前で登場する)は、数名のテクシャン兵士を救出し、「ゴリアドの天使」として知られる。

## 参照
1. 1 2  中野2010, p.25